# 오스발도 우르타도
루이스 오스발도 우르타도 라레아(스페인어: Luis Osvaldo Hurtado Larrea, 1939년 6월 26일~)는 에콰도르의 작가, 정치인으로 1981년 5월 24일부터 1984년 8월 10일까지 대통령을 지냈다.
침보라소주 참보에서 태어났으며, 가톨릭 대학교를 다니던 1960년대 학생 지도자로 성장하였다. 이후 모교 및 뉴멕시코 대학교에서 정치사회학을 가르쳤다. 모국 에콰도르에서 가장 유명한 정치학자로 떠올랐으며, 1977년 에콰도르 정계에 큰 영향력을 미친 책 "에콰도르의 정치 권력(El Poder Político en el Ecuador)"을 집필했다.
사회기독당의 진보 가톨릭 세력 및 청년 전문가들을 이끌고 기독교민주당을 창당했으며, 그의 정당은 기독교 공동체주의 및 해방 신학의 영향을 받아 자본가들의 착취를 비판했다. 당시 기독교민주당은 에콰도르의 비마르크스주의 정당 중 가장 급진적이라는 평을 받았으며, 우파들로부터 "숨은 마르크스주의 세력"이라는 비난을 받아 왔다. 1978년 그는 기독교민주당과 보수당 내 진보파와의 합당을 통해 인민민주당을 창당했다.
1979년 대중주의 성향의 인민권력집중당 후보로 출마한 하이메 롤도스의 러닝메이트로 지명되었으며, 둘은 이후 정·부통령으로 당선되었다. 1981년 5월 24일 롤도스가 비행기 사고로 사망하자, 우르타도는 대통령직을 승계해 롤도스의 잔여 임기를 수행했다.
현재 마드리드클럽 및 내부아메리카 대화의 회원이다.